# Esfarajen
Esfarajen (perski: اسفراین) – miasto w Iranie, w ostanie Chorasan Północny. W 2006 roku miasto liczyło 51 321 mieszkańców w 13 376 rodzinach.